# الکسنی
الکسنی (به لاتین: Alexeni) یک منطقهٔ مسکونی در رومانی است.